# تاسلیک
تاسلیک (به لاتین: Tașlîc) یک منطقهٔ مسکونی در مولداوی است که در واحدهای اداری-سرزمینی کرانه چپ دنیستر واقع شده‌است. تاسلیک ۲۹ متر بالاتر از سطح دریا واقع شده‌است.